# Selkäkari (ö i Finland, Birkaland, Tammerfors, lat 61,78, long 23,67)
Selkäkari är en ö i Finland. Den ligger i sjön Kuusjärvi och i kommunen Ylöjärvi i den ekonomiska regionen Tammerfors och landskapet Birkaland, i den södra delen av landet, 190 km norr om huvudstaden Helsingfors. Öns utsträckning är endast omkring 10 meter.